# Mohammad al Roumi
Mohammad Al Roumi (né en 1945) est un photographe et réalisateur syrien.

## Biographie
Mohammad Al Roumi vit à Paris et Damas. Il a travaillé principalement sur des missions d'archéologie.

## Réalisation filmographique[1]
- Court-métrage en 2005, Bleu-Gris
- Film en 2006, Le Voyage au bout du monde

## Publications
- Châteaux d'Orient : Syrie, Liban, Jordanie, texte de Jean Mesqui, éditions Hazan, 2001,  (ISBN 978-2850257889)